# Сен-Франсуа-де-Мадаваска
Сен-Франсуа-де-Мадаваска (англ. Saint-François de Madawaska) — село в Канаді, у провінції Нью-Брансвік, у складі графства Мадаваска.

## Населення
За даними перепису 2016 року, село нараховувало 470 осіб, показавши скорочення на 11,8%, порівняно з 2011-м роком. Середня густина населення становила 73,5 осіб/км².
З офіційних мов обидвома одночасно володіли 220 жителів, тільки англійською — 10, тільки французькою — 245.
Працездатне населення становило 60% усього населення, рівень безробіття — 3,9%.
Середній дохід на особу становив $26 579 (медіана $27 648), при цьому для чоловіків — $31 119, а для жінок $22 304 (медіани — $32 448 та $22 400 відповідно).
31,8% мешканців мали закінчену шкільну освіту, не мали закінченої шкільної освіти — 36,5%, 29,4% мали післяшкільну освіту, з яких 12% мали диплом бакалавра, або вищий.
| Статево-вікова структура населення | Статево-вікова структура населення | Статево-вікова структура населення | Статево-вікова структура населення | Статево-вікова структура населення |
| ---------------------------------- | ---------------------------------- | ---------------------------------- | ---------------------------------- | ---------------------------------- |
|                                    |                                    |                                    |                                    |                                    |
| Всього                             | Всього                             | 48,9%51,1%                         |                                    |                                    |
| 0 — 14 років                       | 0 — 14 років                       |                                    | 10,4%                              | 10,4%                              |
| 15 — 64 років                      | 15 — 64 років                      |                                    | 66,7%                              | 66,7%                              |
| 65 і більше                        | 65 і більше                        |                                    | 22,9%                              | 22,9%                              |
| 85 і більше                        | 85 і більше                        |                                    | 2,1%                               | 2,1%                               |
| Середній вік (років)               | Середній вік (років)               | 46,648,5                           | 47,6                               | 47,6                               |
| Медіана (років)                    | Медіана (років)                    | 51,453,2                           | 52,6                               | 52,6                               |
| — чоловіки — жінки                 |                                    |                                    |                                    |                                    |

| Походження мешканців:     | Походження мешканців:     | Походження мешканців: | Походження мешканців: | Походження мешканців: |
| ------------------------- | ------------------------- | --------------------- | --------------------- | --------------------- |
| Походження                |                           |                       | осіб                  | %                     |
| Корінні американці        | Корінні американці        |                       | 10                    | 2.22%                 |
| Інше північноамериканське | Інше північноамериканське |                       | 415                   | 92.22%                |
| Європейське               | Європейське               |                       | 105                   | 23.33%                |
| британське                | британське                |                       | 30                    | 6.67%                 |
| французьке                | французьке                |                       | 85                    | 18.89%                |

## Клімат
Середня річна температура становить 3°C, середня максимальна – 22°C, а середня мінімальна – -20,2°C. Середня річна кількість опадів – 1 015 мм.
| Клімат поселення                              | Клімат поселення | Клімат поселення | Клімат поселення | Клімат поселення | Клімат поселення | Клімат поселення | Клімат поселення | Клімат поселення | Клімат поселення | Клімат поселення | Клімат поселення | Клімат поселення | Клімат поселення |
| Показник                                      | Січ.             | Лют.             | Бер.             | Квіт.            | Трав.            | Черв.            | Лип.             | Серп.            | Вер.             | Жовт.            | Лист.            | Груд.            |                  |
| Середній максимум, °C                         | −7,43            | −5,32            | 0,94             | 8,08             | 16,03            | 21,31            | 22,01            | 20,76            | 15,54            | 9,45             | 2,83             | −5,68            |                  |
| Середня температура, °C                       | −13,83           | −11,72           | −5,45            | 1,68             | 9,61             | 14,91            | 18,00            | 16,77            | 11,55            | 5,46             | −1,18            | −9,68            |                  |
| Середній мінімум, °C                          | −20,23           | −18,12           | −11,85           | −4,71            | 3,20             | 8,51             | 14,00            | 12,75            | 7,52             | 1,43             | −5,18            | −13,68           |                  |
| Норма опадів, мм                              | 76               | 61               | 67               | 68               | 85               | 90               | 109              | 102              | 92               | 88               | 90               | 87               |                  |
| Середньомісячна швидкість вітру, м/с          | 3.84             | 3.85             | 4.00             | 3.80             | 3.48             | 3.18             | 2.85             | 2.84             | 3.08             | 3.44             | 3.64             | 3.79             |                  |
| Середньомісячна сонячна радіація, кДж/м²·день | 5094             | 8331             | 12217            | 16024            | 18546            | 20238            | 19623            | 17219            | 12568            | 7703             | 4618             | 3892             |                  |
| --------------------------------------------- | ---------------- | ---------------- | ---------------- | ---------------- | ---------------- | ---------------- | ---------------- | ---------------- | ---------------- | ---------------- | ---------------- | ---------------- | ---------------- |
| Джерело:                                      |                  |                  |                  |                  |                  |                  |                  |                  |                  |                  |                  |                  |                  |